# Chiesa di San Giorgio (Perfugas)
La chiesa di San Giorgio è un luogo di culto in stile catalano situato in località campestre, nel territorio del comune di Perfugas.

## Storia e descrizione
Posta su un ciglione trachitico a un paio di chilometri dall'abitato del paese, sorse non lontano da un omonimo nuraghe, con titolazione al santo martire patrono di Barcellona.
Eretta da maestranze locali, fu realizzata nel primo quarto del XVI secolo, in uno stile ispirato al gotico catalano, rivisto secondo i modelli locali (altezza modesta rispetto allo sviluppo longitudinale, navata unica, grandi campate quadrangolari separate da arconi ogivali, abside quadrangolare, ecc.).
La facciata, interamente in tronchi di trachite rosa, mostra un fronte timpanato, con nella parte superiore un rosone a raggiera e due oculi. L'ordine inferiore mostra una decorazione scultorea nel portale, con le effigi dei santi Pietro e Paolo, e sul fiorone centrale con San Giorgio e il drago. Una fascia marcapiano è sottolineata da archetti trilobati, con decorazione a intreccio di rosette e fogliame. 
Il portale, con colonnine laterali e un archivolto a tutto sesto, rappresenta un unicum per l'isola, dimostrando un contatto diretto con modelli catalani o siciliani.
L'interno è scandito dai già citati arconi, retti da pilastri poligonali, con capitelli decorati da elementi fito e zoomorfi scolpiti.
La decorazione più preziosa era costituita dal notevole Retablo di San Giorgio, uno dei retabli d'altare più grandi della Sardegna, realizzato alla fine del XVI secolo da un pittore tardomanierista noto come il Maestro di Perfugas, e oggi conservato nella parrocchiale di Santa Maria degli Angeli, in paese. È composto da quattordici tavole articolate entro una struttura lignea, sul tema dei Misteri del Rosario.

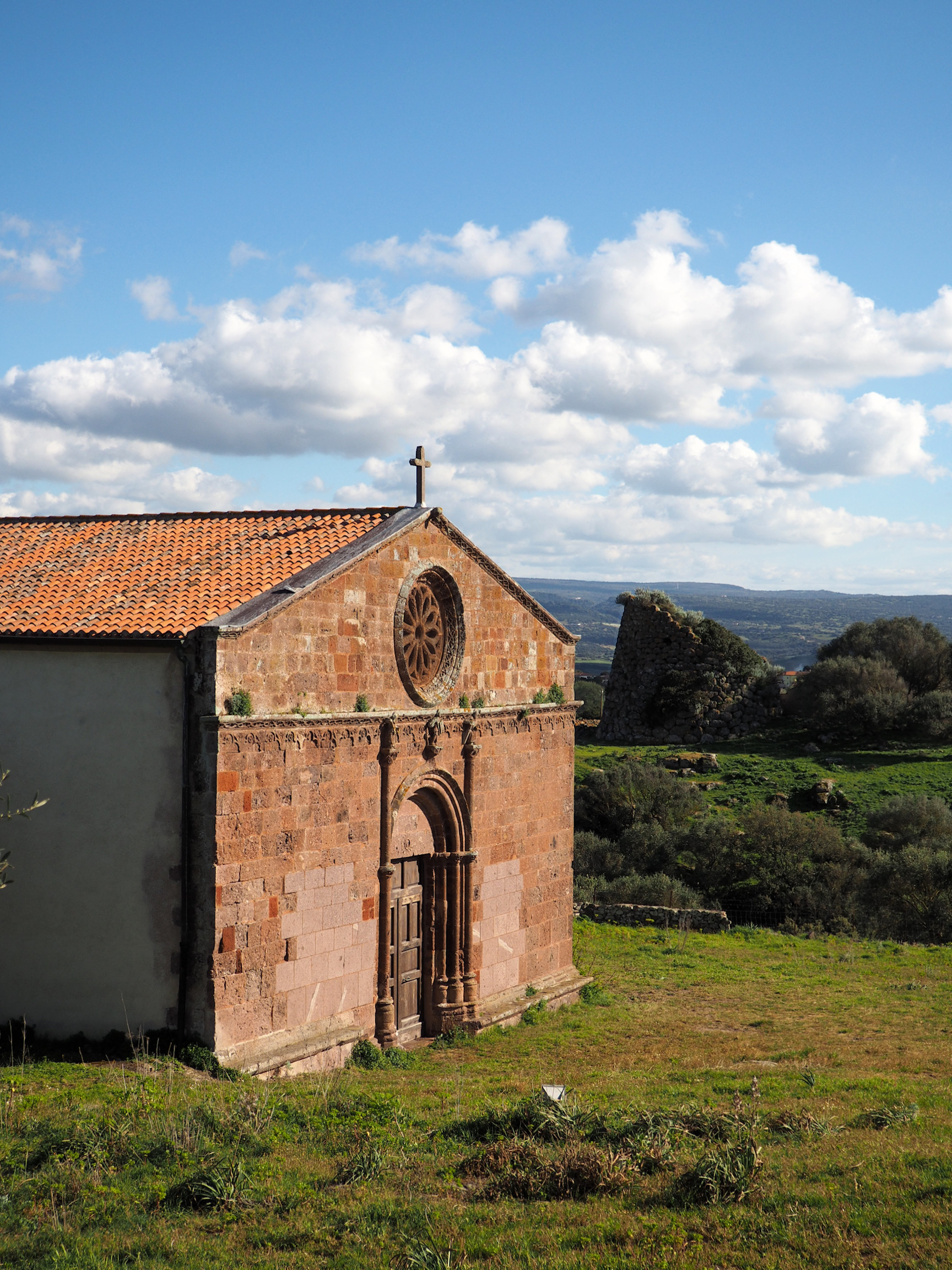
San Giorgio e, sullo sfondo, l'omonimo nuraghe
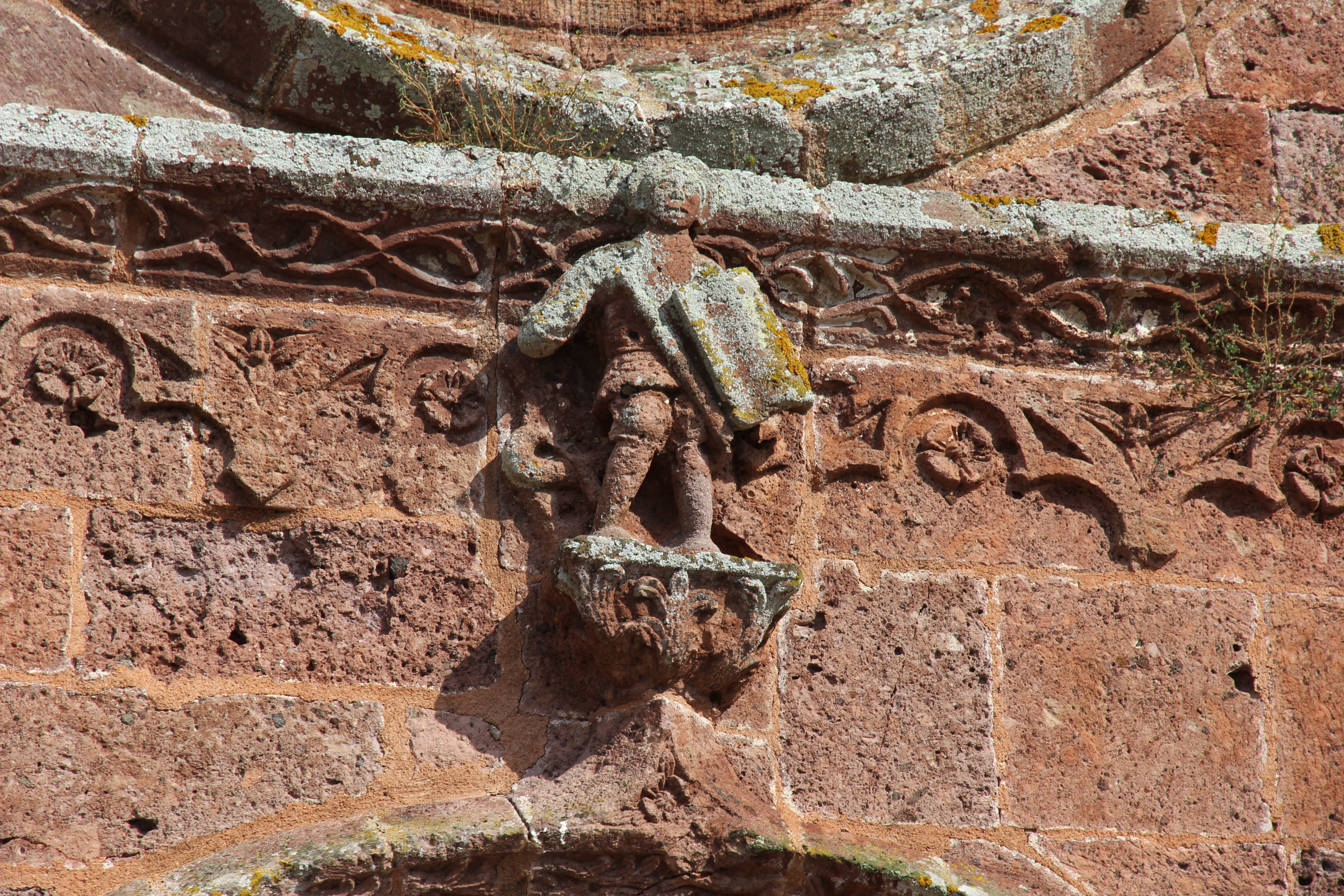
San Giorgio e il drago